# Марк Амбибул
Марк Амбибу́л (лат. Marcus (Varius/Cornelius/Eggius) Ambibulus; I век) — древнеримский политический деятель, префект провинции Иудея в 9—12 годах.

## Биография
Единственный источник, из которого нам известен этот человек, — «Иудейские древности» историка Иосифа Флавия. Согласно ему, Амбибул принадлежал к сословию всадников. В 9 году он стал префектом Иудеи, сменив на этом посту Копония. В его правление умерла сестра царя Ирода Великого, Саломия. Амбибул чеканил монеты без изображений человека, согласно канонам иудейской религии.
По всей видимости, он оказался хорошим администратором, поскольку в его правление не было ни одного волнения среди иудеев. Известно также, что Амбибула на его должности сменил Анний Руф.